# Hans und Annemarie Hubacher
Hans und Annemarie Hubacher waren ein Zürcher Architektenehepaar und neben ihren überdauernden Einzelbauten auch als federführende Architekten bei grossen Publikumsausstellungen bekannt geworden.

## Biografien
Hans Otto Hubacher (* 18. September 1916 in Oberhofen; † 11. Mai 2009 in Zürich) war ein Sohn des Bildhauers Hermann Hubacher und der Anna  (1885–1982), geborene Tscherter.

Annemarie Hubacher-Constam und Anna Cordes-Meyer bei der Vorbereitung der SAFFA, Foto: Björn Erik Lindroos, Comet Photo, 1957

Annemarie Hubacher-Constam (* 25. März 1921 in Zürich; † 8. Juli 2012 in Zürich) studierte an der ETH in Zürich mit Diplom 1942 und 1943. Annemarie Hubacher kam als Enkelin von Gustav Gull zur Welt; ihre Mutter Gertrud Gull hatte 1914 Ernst Constam geheiratet. Während Annemarie Hubacher zunächst in den Büros von Alfred Roth und Hans Hofmann arbeitete, war Hans Hubacher Assistent am Lehrstuhl von Hofmann. 1945 konnten sie das eigene Büro in Zürich eröffnen.
Hans Hubacher war der Chefarchitekt der 600-Jahr-Feier Eintritt des Standes Zürich in die Eidgenossenschaft im Jahre 1951, sieben Jahre später war dies seine Frau für die Schweizerische Ausstellung für Frauenarbeit (SAFFA) in Zürich.

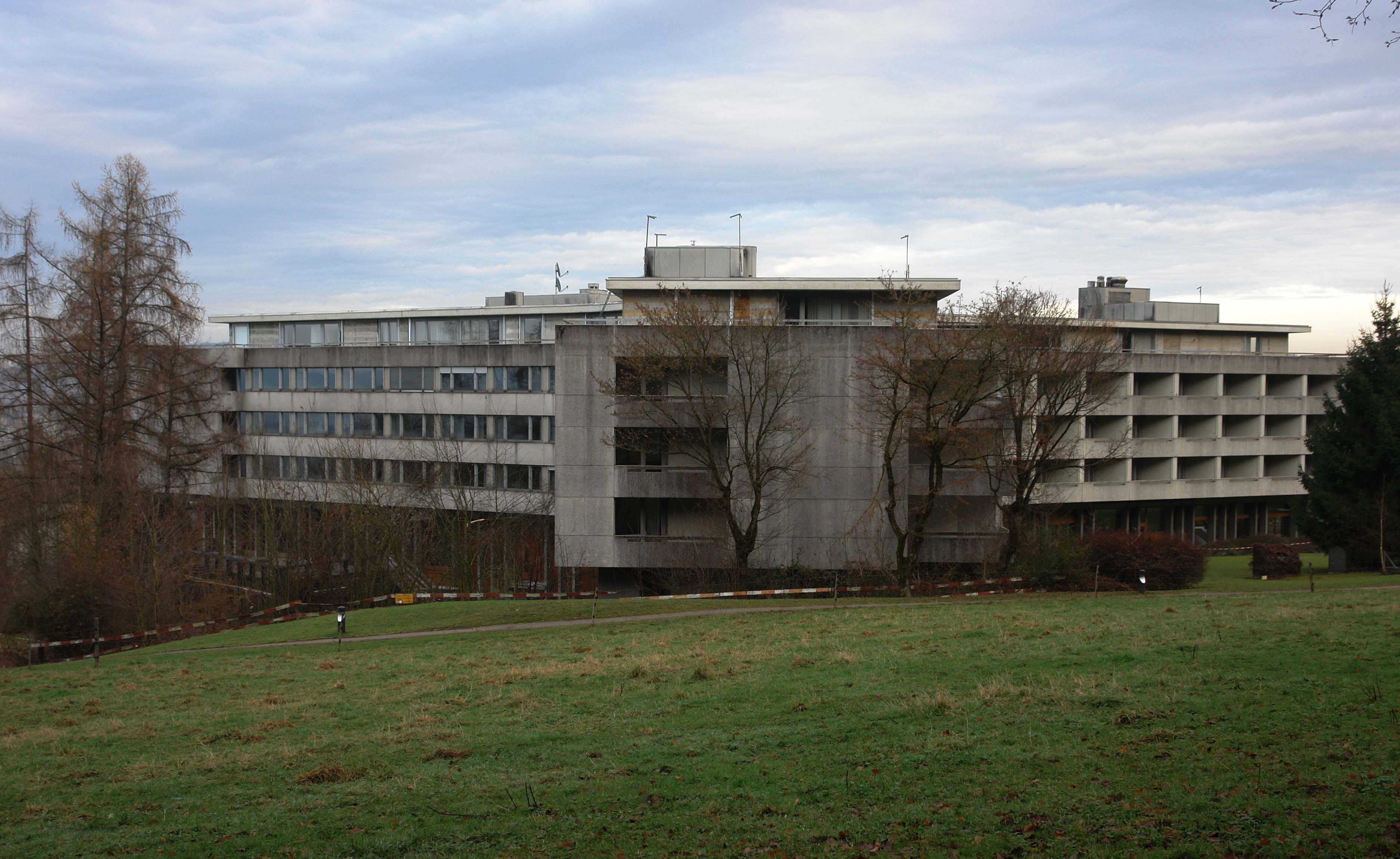
Das Hotel Atlantis

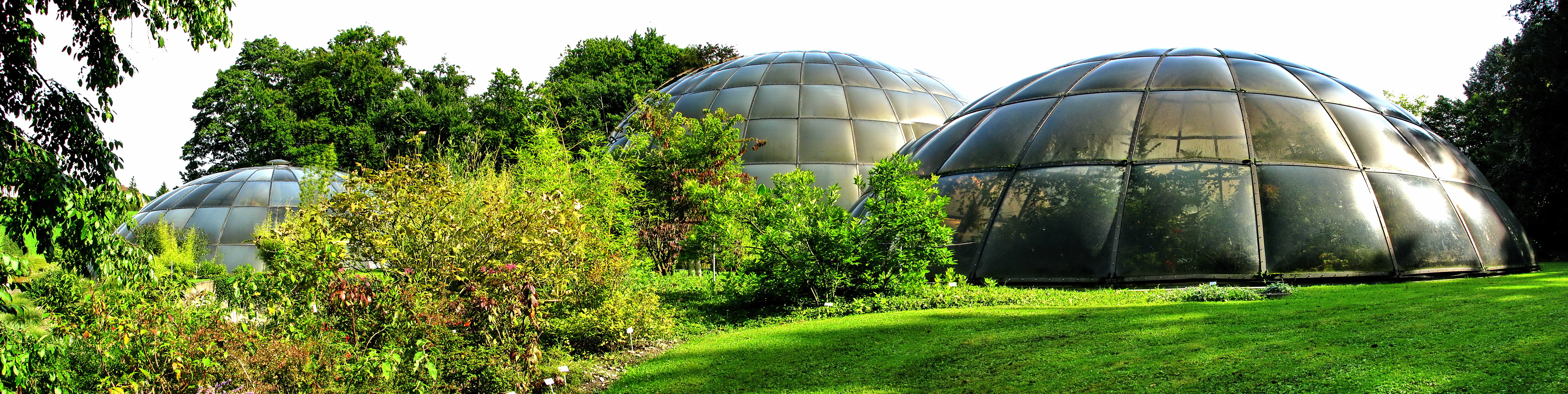
Die kalottenförmigen Gewächshäuser im Botanischen Garten Zürich

Neben dem weithin sichtbaren Hotel Atlantis am Hang des Üetlibergs aus dem Jahr 1970 und den Gewächshäusern des Botanischen Gartens von 1977, die durch ihre emblematische Form auch einem breiteren Publikum bekannt sind, ist das Werk der Architekten  einem grösseren Publikum vor allem auch durch das Strandbad Mythenquai von 1954 bekannt, das von der Fachwelt allerdings nicht besonders wahrgenommen wurde. Viel publiziert und diskutiert wurde dagegen die Überbauung Rietholz aus dem Jahre 1961, bei der die Möglichkeit ausgemessen wurde, unter den Bedingungen des Plattenbaus qualitativ hochwertige Wohnarchitektur herzustellen. Bei vielen ihrer Projekte fallen zudem das Augenmerk auf die sorgfältige Planung der Innenausstattung auf.
Beide arbeiteten auch mit anderen namhaften Architekten zusammen, unter anderem Peter Issler und dem Landschaftsarchitekten Fred Eicher.

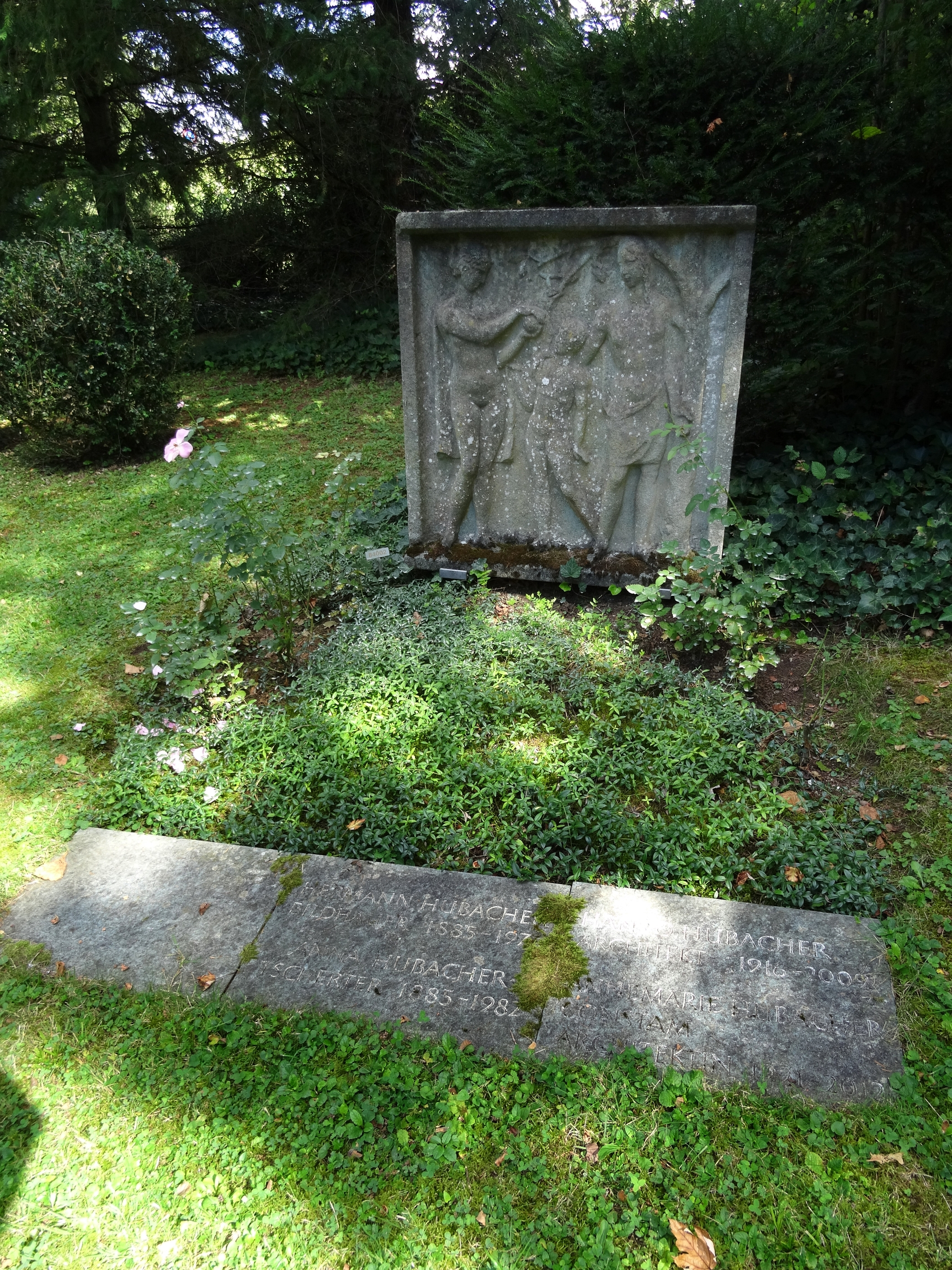
Grab, Friedhof Enzenbühl in Zürich.

Ihre letzte Ruhestätte fand das Ehepaar auf dem Friedhof Enzenbühl in Zürich.

## Werke
- Diasporakirche, Hergiswil NW, 1947
- Eintritt des Standes Zürich in die Eidgenossenschaft, Zürich, 1951; Leitender Architekt: Hans Hubacher
- Einfamilienhaussiedlung, Zollikon, 1952
- Landhaus Reinhart, Winterthur, 1952
- Landhaus Farner, Stäfa, 1953
- Eigenes Wohnhaus, Zürich, 1954
- Strandbad Mythenquai, Zürich, 1954
- Primarschule im Hofacker, Schlieren, 1955
- Diasporakirche, Schwyz, 1956
- Schülerheim, Pestalozzi-Stiftung, Knonau, 1957
- Schweizerische Ausstellung für Frauenarbeit, SAFFA, Zürich, 1958; Chefarchitektin: Annemarie Hubacher
- Haus Schüepp, Ürikon, 1959
- Reformierte Kirche Zollikerberg, Zollikerberg, 1960
- Überbauung Rietholz, Zollikerberg, 1961
- Haus Bär, Küsnacht, 1961
- Schülerheim Heimgarten, Bülach, 1962
- Friedhof Eichbühl, Zürich, 1964
- Hotel Atlantis, Zürich, 1970
- Sporthotel Stoos, Stoos, 1977
- Schau- und Gewächshäuser, Botanischer Garten Zürich, 1977
- Völkerkundemuseum, Zürich, 1980
- Kurhotel, Bad Zurzach, 1985
- Schweizer Botschaft, Brasília, 1986
- Parkhotel, Bad Zurzach, 1987
- Wohnüberbauung Cerberus, Männedorf, 1993